# 사회지리학
사회지리학(Social Geography)은 사회와 공간의 관계에 관심을 갖는 인문지리학의 한 분야로, 사회현상 전반과 공간적 구성요소의 관계를 다루며, 일반적으로는 사회 이론, 특히 사회학과 가장 밀접하게 연관되어 있다. 용어 자체는 100년 이상의 전통을 갖고 있지만, 그 명시적인 내용에 대해서는 합의가 이루어지지 않고 있다. 1968년에 앤 버티머는 "몇 가지 주목할만한 예외를 제외하면 (...) 사회 지리학은 특정 학교 내에서 구축된 학문적 전통이 아니라 다수의 개별 학자에 의해 창설되고 발전된 분야로 간주될 수 있습니다"라고 언급했다. 그 이후로 구조와 대리인 논쟁을 중심으로 한 융합에 대한 일부 요구에도 불구하고 방법론적, 이론적, 주제적 다양성이 더욱 확산되어 사회 지리학에 대한 수많은 정의가 탄생했으며, 따라서 이 분야의 현대 학자들은 매우 다양한 다양한 정의를 식별하게 되었다. 사회적 지리. 그러나 베노 베를렌이 말했듯이, 이러한 서로 다른 인식은 한편으로는 사회의 공간적 구성을, 다른 한편으로는 사회 과정의 공간적 표현을 가리키는 동일한 두 가지 질문에 대한 서로 다른 대답에 지나지 않는다.
사회지리학의 다양한 개념은 지리학의 다른 하위 분야, 그리고 그 정도는 덜하지만 사회학과도 중복되어 왔다. 이 용어는 1960년대 영미 전통에서 등장했을 때 기본적으로 사회 집단의 분포 패턴을 찾는 동의어로 적용되었으며 도시지리학 및 도시사회학과 밀접하게 연결되었다. 1970년대 미국 인문지리학 내 논쟁의 초점은 정치적 경제적 과정에 있었던 반면(사회지리학에 대한 현상학적 관점에 대한 설명도 상당히 많았지만), 1990년대에는 지리적 사고가 "문화적 요인"에 크게 영향을 받았다. 닐 스미스가 지적했듯이 두 번 모두 이러한 접근 방식은 "'사회적'(social)에 대한 권위를 주장했다". 미국 전통에서 문화지리학의 개념은 사회지리학보다 훨씬 더 뛰어난 역사를 갖고 있으며, 다른 곳에서는 "사회적"으로 개념화되는 연구 분야를 포괄한다. 대조적으로, 일부 유럽 대륙 전통 내에서 사회 지리학은 하위 학문이라기보다는 인문 지리학에 대한 접근 방식으로 간주되었으며 심지어는 일반적으로 인문 지리학과 동일한 것으로 간주되었다.

## 같이 보기
- 지리학의 역사